# Ziff Davis
Ziff Davis är ett ej börsnoterat amerikanskt medieföretag, som grundades 1927 som Ziff Davis, Inc. med utgivning av tidskrifter för hobbyfolk med intresse för bilar, foto och elektronik.
Företaget har idag en huvudsakligen Internetbaserad  verksamhet med recensioner av tech-produkter, nyheter, kommentarer och tech-erbjudanden på webbplatser som PCMag.com, ExtremeTech, Geek.com, LogicBUY.com och BuyerBase.